# Катастрофа Ту-154 під Іркутськом (1994)
Катастрофа Ту-154 під Іркутськом (1994) — велика авіаційна катастрофа, що сталася в понеділок 3 січня 1994 року. Пасажирський авіалайнер Ту-154М російської авіакомпанії «Байкал» виконував внутрішній рейс BKL130 за сполученням Іркутськ—Москва, але через 3,5 хвилини після злету з Іркутського аеропорту у літака загорівся двигун №2 (центральний). Пілоти розвернули літак назад в Іркутськ, але він втратив управління і впав на молочну ферму в селі Мамони Іркутської області в 15 км від аеропорту. У катастрофі загинули 125 людей — всі 124 особи (115 пасажирів і 9 членів екіпажу), що знаходилися на борту літака, і 1 людина на землі; ще 1 людина на землі дістала поранення.
На момент подій катастрофа рейсу 130 була першою в історії незалежної Росії (зараз третя, після катастроф Ту-154 під Іркутськом в 2001 році і Мі-26 в Чечні) і третьою на території Росії (після катастроф Іл-62 під Москвою і Ту-154 в Омську).